# Мессия (фильм, 1975)
«Мессия» (итал. Il messia) — кинофильм режиссёра Роберто Росселлини, вышедший на экраны в 1975 году. Лента рассказывает историю жизни Иисуса Христа.

## Сюжет
Лента начинается с того, что племена иудеев после 40 лет странствий с Моисеем по пустыне пришли в земли Ханаана и избрали себе первого царя — Саула. Многие века народом Израиля правили цари, однако пророки не раз предсказывали появление в будущем мессии — истинного царя иудейского. После этого повествование переходит в начало нашей эры. Начинается рассказ о жизни Иисуса — от его рождения до его странствий с учениками и смерти на кресте.

## В ролях
- Пьер Мария Росси — Иисус Христос
- Мита Унгаро — Мария
- Карлос де Карвальо — Иоанн Креститель
- Фаусто ди Белла — Саул
- Вернон Добчефф — Самуил
- Антонелла Фазано — Мария Магдалина
- Жан Мартен — Понтий Пилат
- Тони Уччи — Ирод Антипа
- Витторио Каприоли — Ирод Великий
- Тина Омон — прелюбодейка
- Флора Карабелла — Иродиада
- Рауф бен Амор — Иуда
- Луис Суарес — Иоанн
- Хеди Зуглами — Симон (Пётр)